# Стрічка з шипами

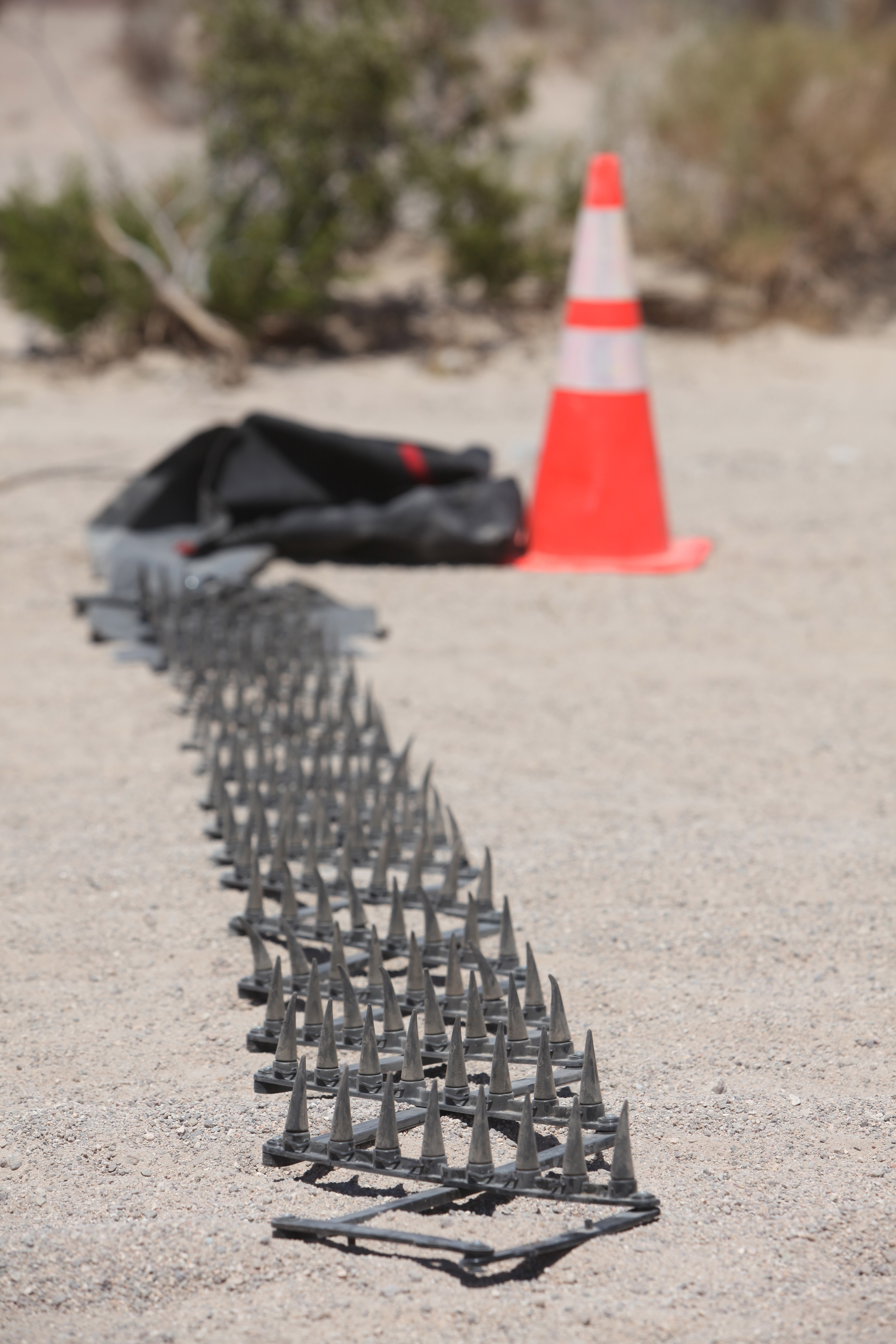
Дорожні їжаки

Стрічка з шипами («їжак») — це пристрій для проколювання шин колісного транспортного засобу з метою його зупинки. Зазвичай такі пристрої використовують працівники поліції та інших відповідних силових структур для примусової зупинки транспортного засобу, водій якого не виконав законні вимоги поліцейського щодо зупинки, або якщо дії водія створюють загрозу життю чи здоров'ю людини . Крім того, подібні засоби можуть використовуватися для перегородження в'їзду через контрольно-пропускні пункти, а також для запобігання їзді у неправильному напрямку (див. нижче).

## Історія
Історичним попередником таких засобів були кальтропи.
Сучасна стрічка з шипами була запатентована в 1940-х роках. До цього поліція використовувала для примусової зупинки транспортних засобів важкі бар'єри, які розгорталися настільки повільно, що для їх успішного застосування необхідно було заздалегідь точно знати, якою саме дорогою проїде транспортний засіб, який потрібно зупинити. Єдиною альтернативою було блокування шляху поліцейськими машинами, що мало очевидні наслідки для безпеки. Стрічка ж була більш швидкою в застосуванні, хоча й розгорталася вручну, до того ж, її використання рідше призводило до серйозних аварій .
Оновлена версія пристрою була розроблена в 1990 році відставним дорожнім поліцейським Дональдом Кілгроу та інженером-конструктором Мелом Педерсеном. Новий пристрій мав знімні порожнисті шипи. Саму стрічку було виготовлено з нейлонового матеріалу «Zytel FN» компанії DuPont — це зробило пристрій достатньо легким, щоб його можна було швидко розгорнути силами одного поліціянта, а також більш зручним для застосування в умовах як морозу, так і спеки .
Шипасті стрічки з автоматичним розгортанням за допомогою дистанційного керування були запатентовані в 2006 році.

## Будова і використання

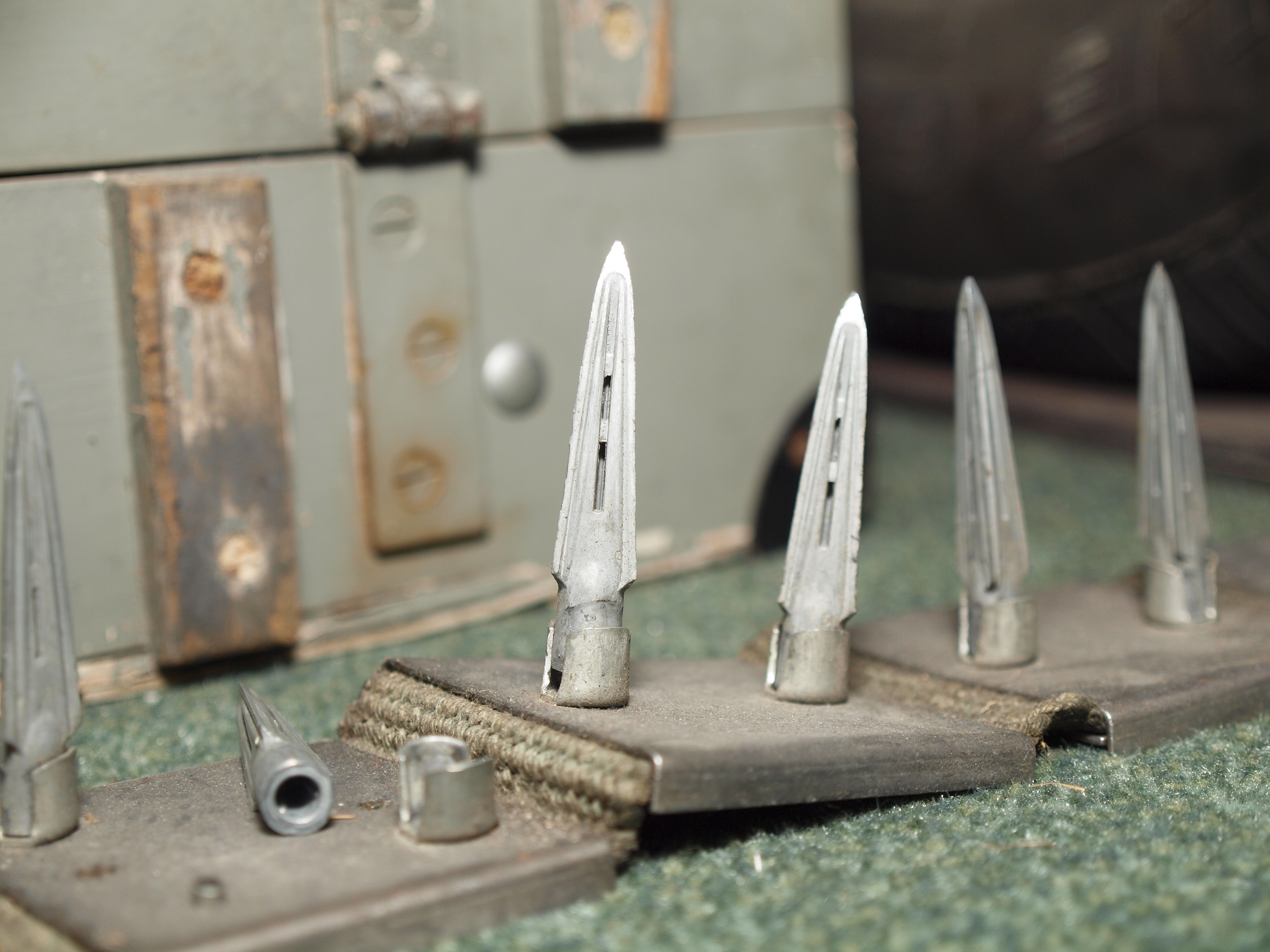
Стрічка раннього зразку, музей поліції Цюриха.

Портативний варіант пристрою являє собою гнучку стрічку або сітку, яку швидко розгортають поперек дороги на шляху руху автомобіля, який потрібно зупинити, за кілька секунд перед його проїздом. Після проїзду стрічку швидко прибирають, щоб не пошкодити інші транспортні засоби. Стрічка має ряди спрямованих вгору металевих шипів чи зубців довжиною 35-75 мм. Ці шипи можуть бути суцільними або порожнистими — другий варіант призначався для того, щоб повітря швидше виходило з шини у випадку, якщо шип відірвався і застряг у ній. Втім, у більш нових моделях порожнисті шипи сконструйовані таким чином, щоб саме відірватися і застрягнути у шині, а повітря з неї випускати повільніше і з постійною швидкістю, що зменшує ризик аварії — швидке й нерівномірне вивільнення повітря несе ризик виходу автомобіля з-під контролю і його перекидання .
З огляду на все зростаюче використання безпечних шин, що дозволяють транспортному засобу продовжувати рух навіть якщо пошкоджені, розроблено пристрій для зупинки з міцної сітки, який не тільки проколює шини шипами, але й заплутується навколо передніх коліс, блокуючи їх рух. До того ж, подібний пристрій зменшує ризик подальших аварійних ситуації, оскільки заблокований транспортний засіб рухається далі по прямій лінії без непередбачуваних поворотів.

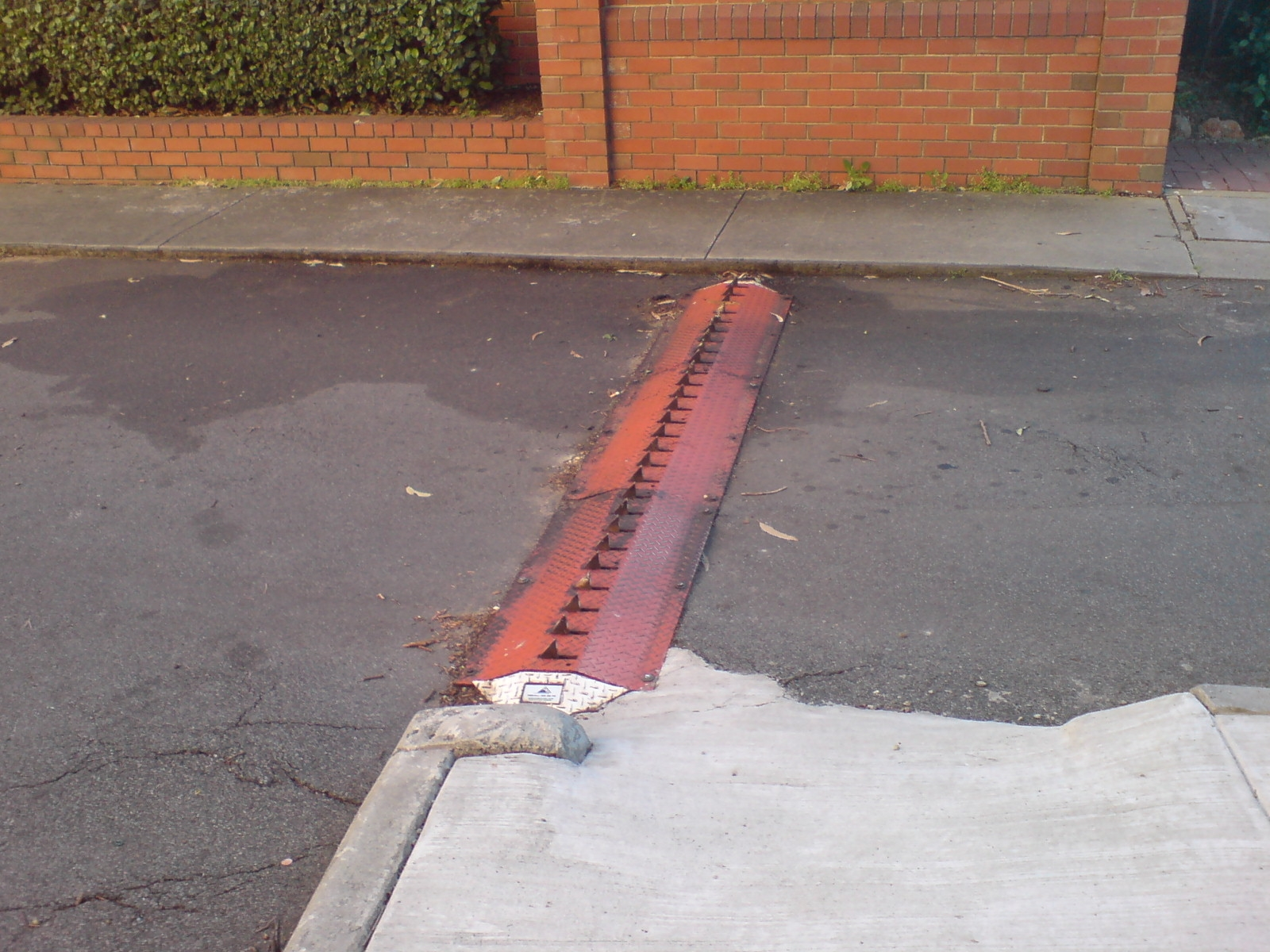
Пристрій для запобігання проїзду в один бік.

Окрім портативних стрічок, існують аналогічні стаціонарні бар'єри, міцно закріплені на дорозі — наприклад, на в'їзді на контрольно-пропускний пункт. Такі моделі мають втяжні шипи, дозволяючи за необхідності пропускати транспортний засіб. Крім того, використовуються стаціонарні бар'єри, шипи на яких розташовані під кутом і є рухомими (на ілюстрації). Такий пристрій застосовується для запобігання їзді назустріч напрямку руху: якщо проїхати цей бар'єр з правильному напрямку, шипи згинаються і не шкодять шинам, але при проїзді з неправильного напрямку шини будуть проколоті.

## Безпека
Пристрої для пошкодження шин при правильному використанні не представляють великої небезпеки для переслідуваного і оточуючих. Втім, для запобігання потенційно небезпечним ситуаціям існує ряд обмежень на застосування таких засобів. Зокрема, в Україні забороняється використовувати подібні засоби для примусової зупинки мотоциклів і подібних машин; транспортного засобу, що здійснює пасажирські перевезення (за наявності пасажирів на борту), а також на залізничних переїздах, мостах, гірських дорогах, у тунелях тощо .
Крім того, для самих співробітників поліції існує небезпека бути збитим переслідуваним автомобілем під час розгортання стрічки (або поліцейською машиною, що переслідує його, під час згортання). Для запобігання подібним випадкам розроблено пристрої примусової зупинки, що мінімізують необхідність виходу поліцейського на дорогу — наприклад, стрічки з автоматичним розгортанням за допомогою дистанційного керування, або ж пристрої, що можуть бути викинуті або витягнуті під колеса автомобіля з безпечної відстані. Як приклад, можна навести американські пристрої Stop Stick, достатньо легкі для використання однією особою — пристрій має невелику вагу (1,3 — 1,7 кг), а його шипи прикриті пластиковим корпусом, який може бути легко розчавлений цільовим автомобілем .

## Відео для ілюстрації використання
- Відео з використанням естонськими поліцейськими шипастої стрічки для зупинки автомобіля.
- Відео з використанням пристрою з дистанційним керуванням «Nighthawk» компанії Fortive.